# Bartolo Fazio
Bartolo Fazio (Geraci Siculo, 1º giugno 1954 – Palermo, 20 settembre 2019) è stato un politico italiano.

## Biografia
Laureato in Ingegneria civile all'Università degli Studi di Palermo, ha ricoperto dal 1981 al 1992 la carica di sindaco del comune di Geraci Siculo (PA).
Membro del Comitato Esecutivo del Parco delle Madonie, nel triennio 1989-1992 ha fatto parte del Consiglio Regionale dell'Urbanistica e dal 1997 al 2002 è stato componente del C.d.A. di SO.SVI.MA. S.p.A. Società di gestione del Patto Territoriale delle Madonie.
Responsabile del movimento giovanile delle ACLI di Palermo, ha aderito, dopo la scissione, al Partito Popolare Italiano, dove assume la guida della Provincia di Palermo.
Nel primo Congresso della Margherita di Palermo viene eletto Coordinatore Provinciale, con incarico confermato nel secondo Congresso del marzo 2007.
Nell'aprile 2006 viene eletto al Senato della Repubblica nelle liste della Margherita. È componente prima della XIII commissione permanente Ambiente e Territorio e successivamente della VIII Commissione permanente (Lavori Pubblici e Comunicazione) del Senato; fa parte inoltre della commissione d'inchiesta sull'efficacia e l'efficienza del Servizio Sanitario Nazionale e della Bicamerale per la semplificazione della legislazione.
Eletto nel 2007 all'Assemblea Costituente Regionale del Partito Democratico, è stato componente dell'Esecutivo Regionale, occupandosi del Dipartimento sulle politiche del Mezzogiorno. Nel 2009 ha fatto parte dell'Assemblea Nazionale del PD.
Nel luglio 2011 aderisce per un breve periodo ad Alleanza per l'Italia, una formazione guidata da Francesco Rutelli, uscita dal PD dopo il cambiamento repentino iniziato con la segreteria Franceschini, dove diventa Coordinatore Regionale, sostenendo la candidatura di Rosario Crocetta nel novembre 2012 alla presidenza della Regione. Resta coordinatore fino al 2013.
Consigliere delegato dell'I.Di.Med. (Istituto per la promozione e valorizzazione della Dieta Mediterranea), insieme ad un gruppo di esperti e ricercatori, promuove in Sicilia le qualità del modello nutrizionale e dello stile di vita propri della Dieta Mediterranea, adottando un programma di interventi condiviso e partecipato, in grado di favorire la crescita di competitività delle aziende coinvolte nel territorio.
Muore il 20 settembre 2019 all'età di 65 anni dopo una lunga malattia.